# Kapelle hl. Sebastian und hl. Antonius (Hohenems)

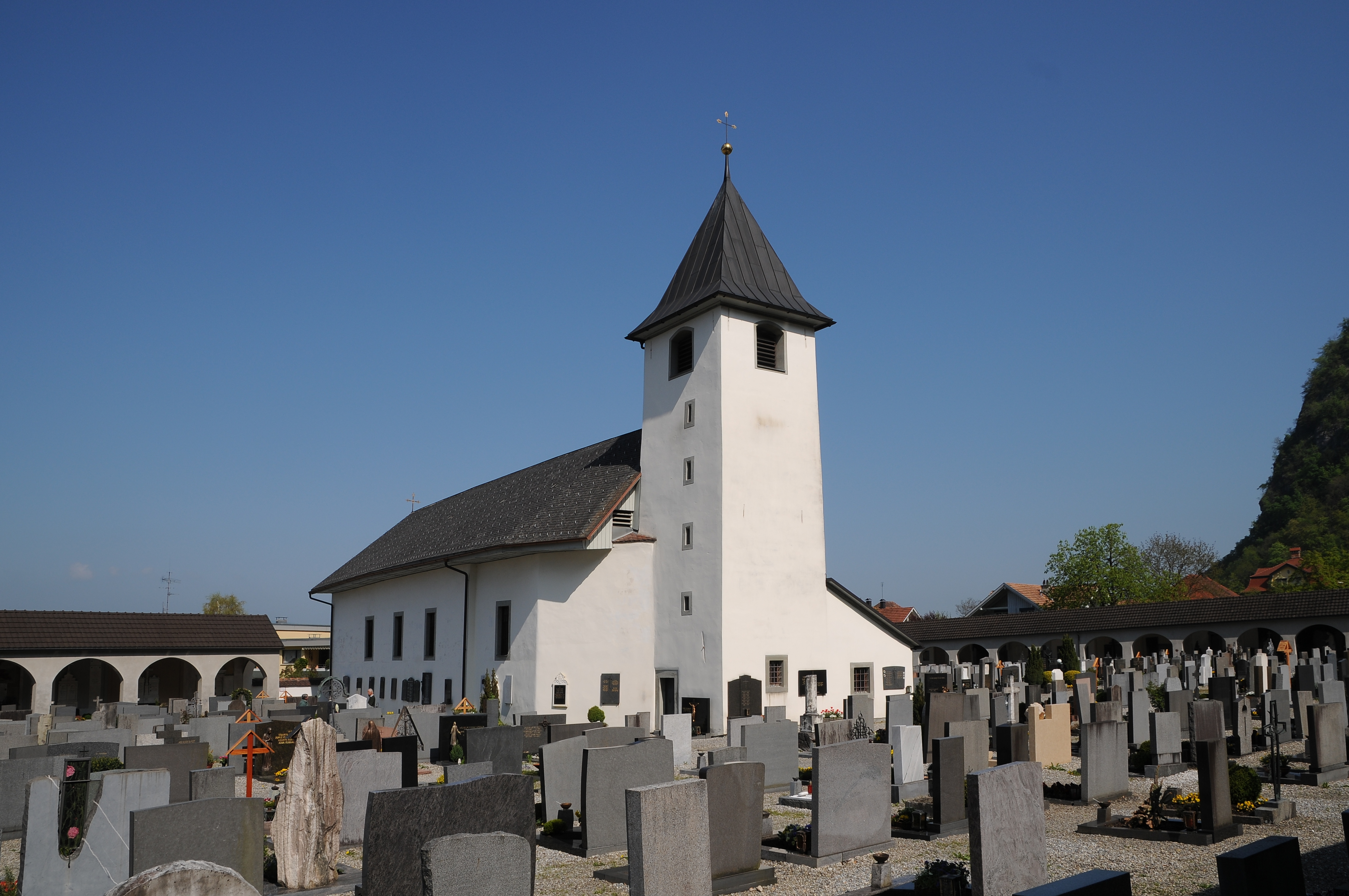
Kapelle hl. Sebastian und hl. Antonius in Hohenems

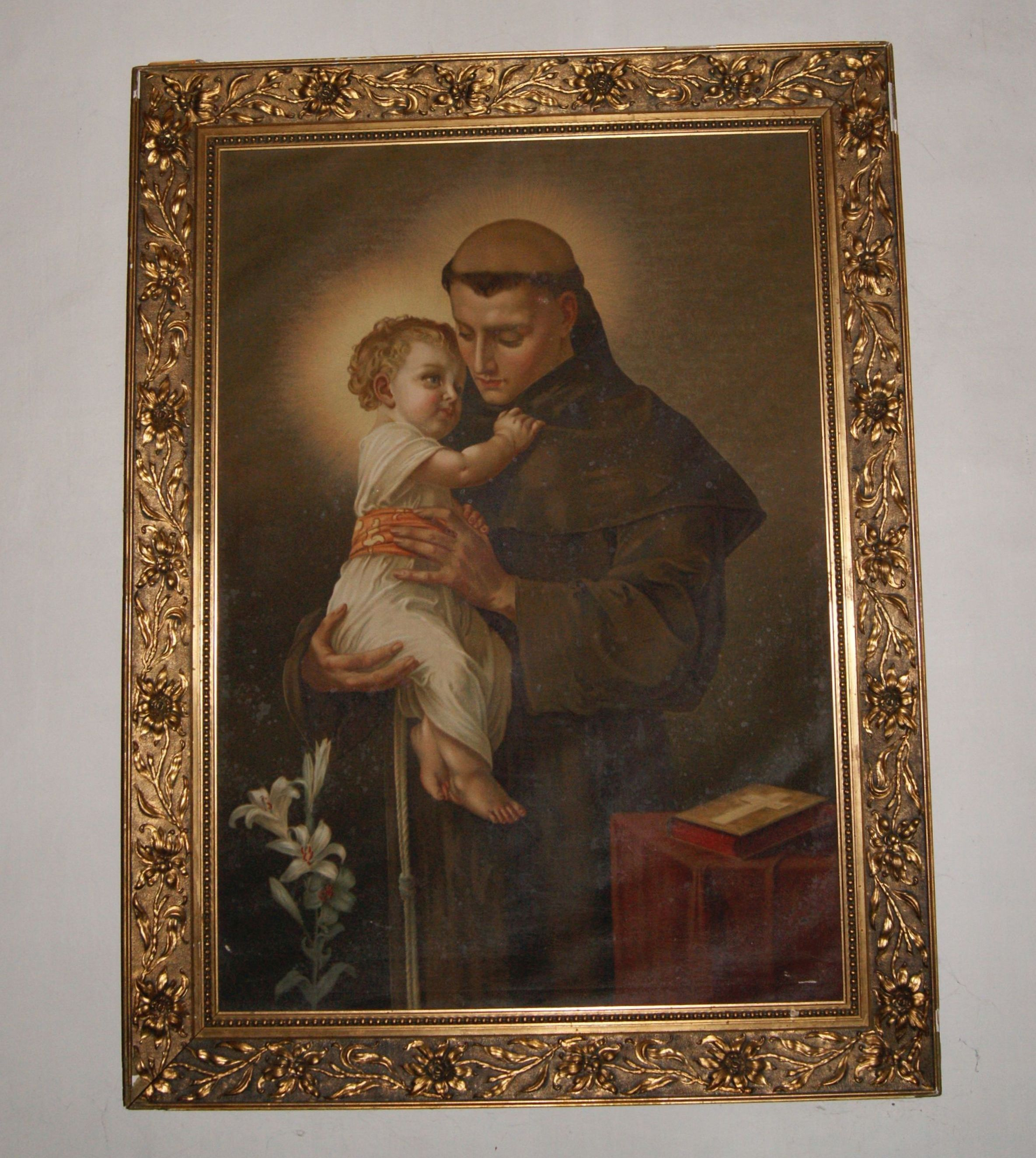
Bild des hl. Antonius mit Kind

Die Kapelle hl. Sebastian und hl. Antonius (auch: St. Antonius, St. Anton oder San Toni) ist eine römisch-katholische Kapelle inmitten des Friedhofs in Hohenems im Bezirk Dornbirn, Vorarlberg, Österreich. Kapelle (Listeneintrag) und Friedhofsanlage (Listeneintrag) stehen unter Denkmalschutz.
Die Kapelle gehört zur Pfarrkirche zum hl. Karl Borromäus in Hohenems und zum Dekanat Dornbirn. Die Kirche ist ein nach allen Seiten freistehender einfacher Steinbau. Der Chor ist nach Südosten ausgerichtet. Der einzige Turm ist im Südosten vor das Langhaus/Chor gesetzt.

## Namensgebung
Friedhof und Kapelle tragen den amtlichen Namen St. Sebastian und wurden ursprünglich auch auf diesen Heiligen geweiht. Recht rasch (1647) und bis heute umgangssprachlich werden jedoch sowohl der Friedhof als auch die Kapelle nur mit St. Anton (St. Antonius oder San Toni) in Verbindung gebracht und bezeichnet, was nicht zuletzt auf die 1696 gegründete Antonius-Bruderschaft zurückzuführen ist.

## Kapelle

### Lage
Die Friedhofskapelle (447 m ü. A.) liegt inmitten des Friedhofs St. Anton. Der Friedhof und die Kapelle sind etwa 500 m vom Stadtzentrum entfernt.

### Geschichte
Die Kapelle und der Friedhof wurden wegen der ab 1607 in Hohenems grassierenden Pest für die Pesttoten errichtet. Die Kapelle und der Friedhof lagen damals weitgehend außerhalb des besiedelten Gebiets.
Die erste Kapelle von 1607 wurde 1643 bis 1645 bereits durch einen Neubau, das heutige Gebäude, ersetzt. Die Kapelle wurde am 21. November 1645 von Franz Johann Vogt von Altensumerau und Prasberg geweiht.
1868 wurde die erste große Renovierung der Kapelle durchgeführt. 1992 bis 1994 wurde die Kapelle wiederum umfassend renoviert. Am 12. Juni 1994 erfolgte die feierliche Wiedereröffnung unter Anwesenheit des Bischofs Klaus Küng.

## Kirchenbau

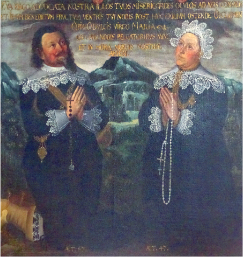
Porträt des knienden Stiftpaares Jakob Hannibal Berna von Steinach und seiner Frau Helena geborene Sandholzer von Zunderberg.

Der heutige Kirchenbau aus dem Jahr 1643/1645 beginnt an der nordwestlichen Seite des Friedhofs und ist nach Südosten (Altar und Turm) ausgerichtet. Das Gebäude ist etwa 11 m hoch, der Turm etwa 18 m. Die Kapelle nimmt eine Fläche von 320 m² ein, und das Langhaus der Kirche ist etwa 27 m lang und 8 m breit.

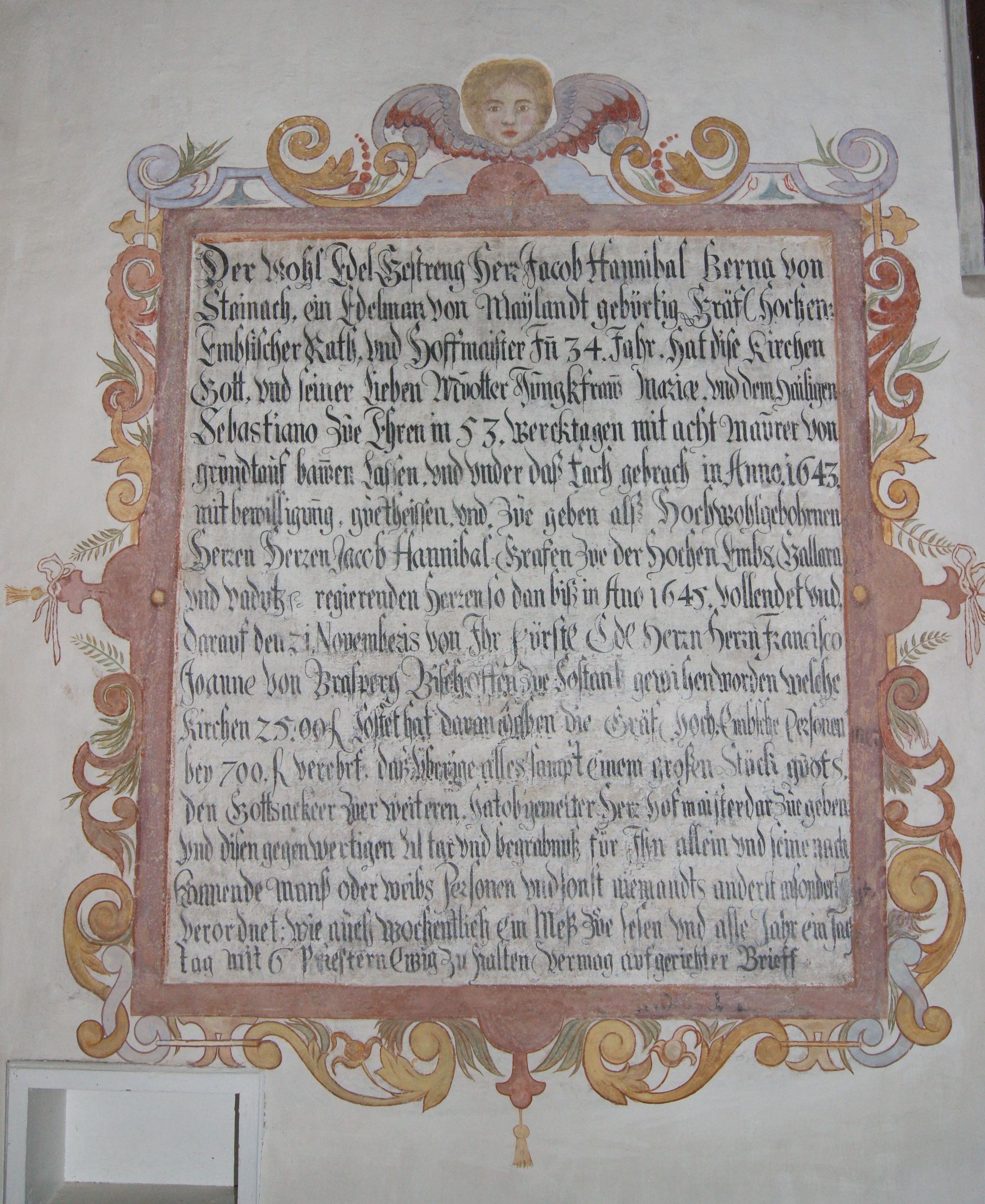
Inschrift neben dem rechten Seitenaltar

Das Bodenniveau liegt auf etwa 447 m ü. A. Das Langhaus weist ein steiles Satteldach auf, die Außenwände sind mit im Verhältnis kleinen, rechteckigen Fenstern ausgeführt und schmucklos weiß getüncht.
Über dem nordwestlich befindlichen Hauptportal aus Sandstein befindet sich eine Statue des hl. Sebastian.
Gemäß der Inschriftentafel beim rechten Seitenaltar hat der Kirchenbau 2500 Gulden gekostet, wovon 700 Gulden von Kaspar von Hohenems bereitgestellt wurden und 1800 Gulden vom Hofmeister Berna.

### Langhaus

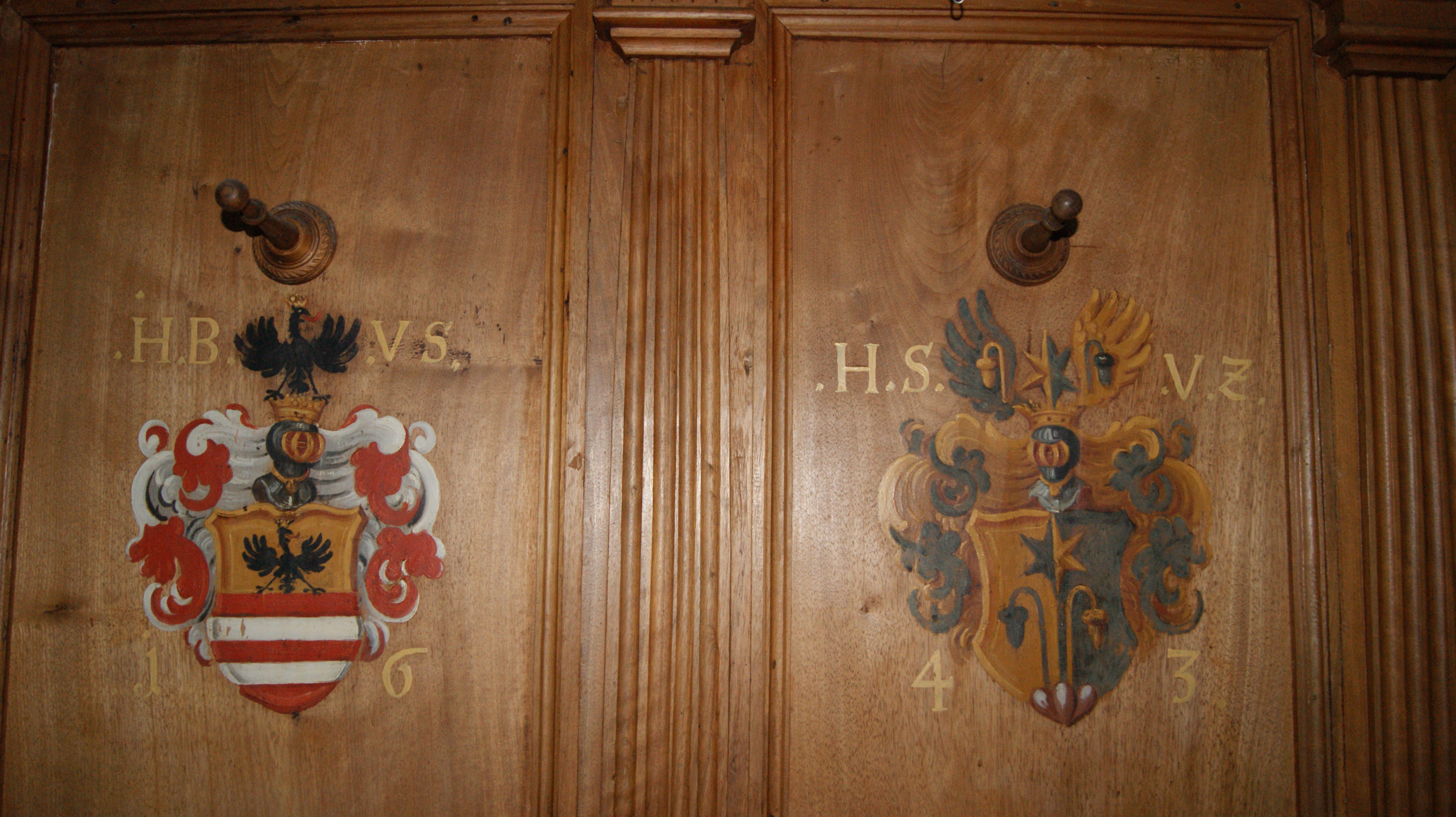
Links befindet sich das Wappen Bernas (H.B.V.S) und rechts das Wappen von Heinrich Sandholzer von Zunderberg (H.S.V.Z)

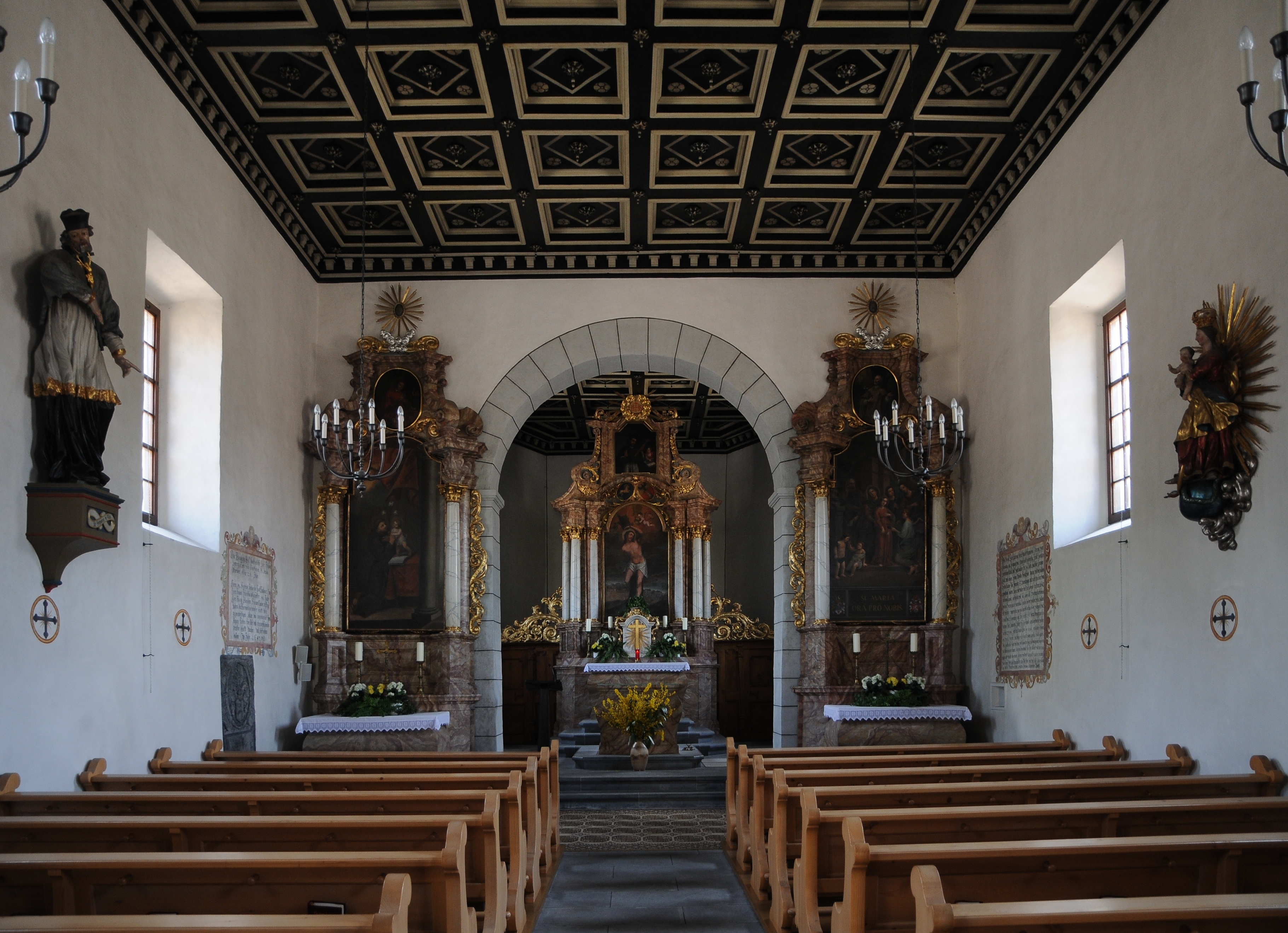
Innenansicht der Kapelle hl. Sebastian und hl. Antonius

Im Langhaus befindet sich eine schön ausgearbeitete Kassettendecke aus Holz, vermutlich aus dem 17. Jahrhundert.
Unterhalb des Langhauses befinden sich zwei verschlossene Grüfte. In der hinteren Gruft liegen die Stifter der Kirche, Jakob Hannibal Berna von Steinach und seine Gattin Helena, und deren Nachkommen begraben. Der Zugang befindet sich unter einer Steinplatte in der Gangmitte der Kapelle. Die vordere Gruft, die Priestergruft, hat den Zugang am Boden zwischen den Seitenaltären.
An der rechten Seitenwand des Langhauses befindet sich auch ein großes Ölbild mit der Gottesmutter, unter welcher die Stifter knien, aus dem Jahr 1645, dessen Urheber jedoch nicht bekannt ist.
Gegenüber diesem Bild befindet sich ein Ölbild, ergänzt durch eine Inschriftentafel beim linken Seitenaltar, mit den kirchlichen Stiftern des linken Seitenaltars und der Priestergruft.
Die Kirchenbänke sind schlicht gehalten und aus lackiertem Tannenholz.

### Chor
Der Chor ist etwas schmäler als das Langhaus ausgeführt, wurde baulich aber nicht tiefer gezogen und ist durch einen relativ breiten Chorbogen architektonisch sehr deutlich vom Langhaus abgegrenzt. Der Chorbogen wird von einem aufgemalten Mauerwerk beherrscht. Die von 1938 bis 1992 sich hier befindlichen Fresken über die Verehrung der Eucharistie wurden übermalt.
Das Chorgestühl für zwölf Personen aus der Zeit um 1645 (Jahreszahl: 1643) ist aus Eichenholz gearbeitet, links befindet sich das Wappen Bernas (H.B.V.S) und rechts das Wappen der Sandholzer von Zunderberg (H.S.V.Z).

#### Hochaltar
Der Hochaltar aus dem Jahr 1723 steht auf einem gemeinsamen Sockel mit dem Volksaltar. Das Altarbild wird von sechs Säulen flankiert. Das Altarbild zeigt den hl. Sebastian, im Hintergrund des Bildes eine alte Ansicht von Hohenems. Gemalt wurde das Altarbild von Joseph Walser. Der Hauptaltar wird von einem Oberbild dominiert, welches den hl. Franz Xaver darstellt. Darunter finden sich zwei Wappen (Allianzwappen) der Stifter des Hochaltars (Steinbock für Hohenems; Turm für Margarethe von Thurn).
Vor dem Hochaltar steht ein massiver Marmorblock auf einem Sockel als Volksaltar.

#### Glasfenster
Die Glasfenster der Kapelle sind Stiftungen und wurden im Zeitraum von 1894 bis 1909 eingebaut. Bei der Renovierung 1992–1994 wurden die bunten Glasfenster entfernt, um mehr Licht in den Raum einzulassen. Das linke Glasgemälde im Chor zeigte, wie Christus Maria Magdalena erscheint. Das rechte Glasgemälde zeigte die Beweinung Christi.

### Seitenaltäre
Die beiden Seitenaltäre wurden wie der Hochaltar 1723 geschaffen.
Der linksseitige Altar zeigt den hl. Antonius von Padua, im Oberbild ist der hl. Karl Borromäus abgebildet.
Der rechtsseitige Altar zeigt die Szene, wie Maria von ihren Eltern, Joachim und Anna, in den Tempel begleitet wird mit der Inschrift: „St. Maria – Ora pro nobis“ (heilige Maria – bitte für uns). Das Oberbild zeigt nochmals den hl. Antonius von Padua.

### Empore und Orgel

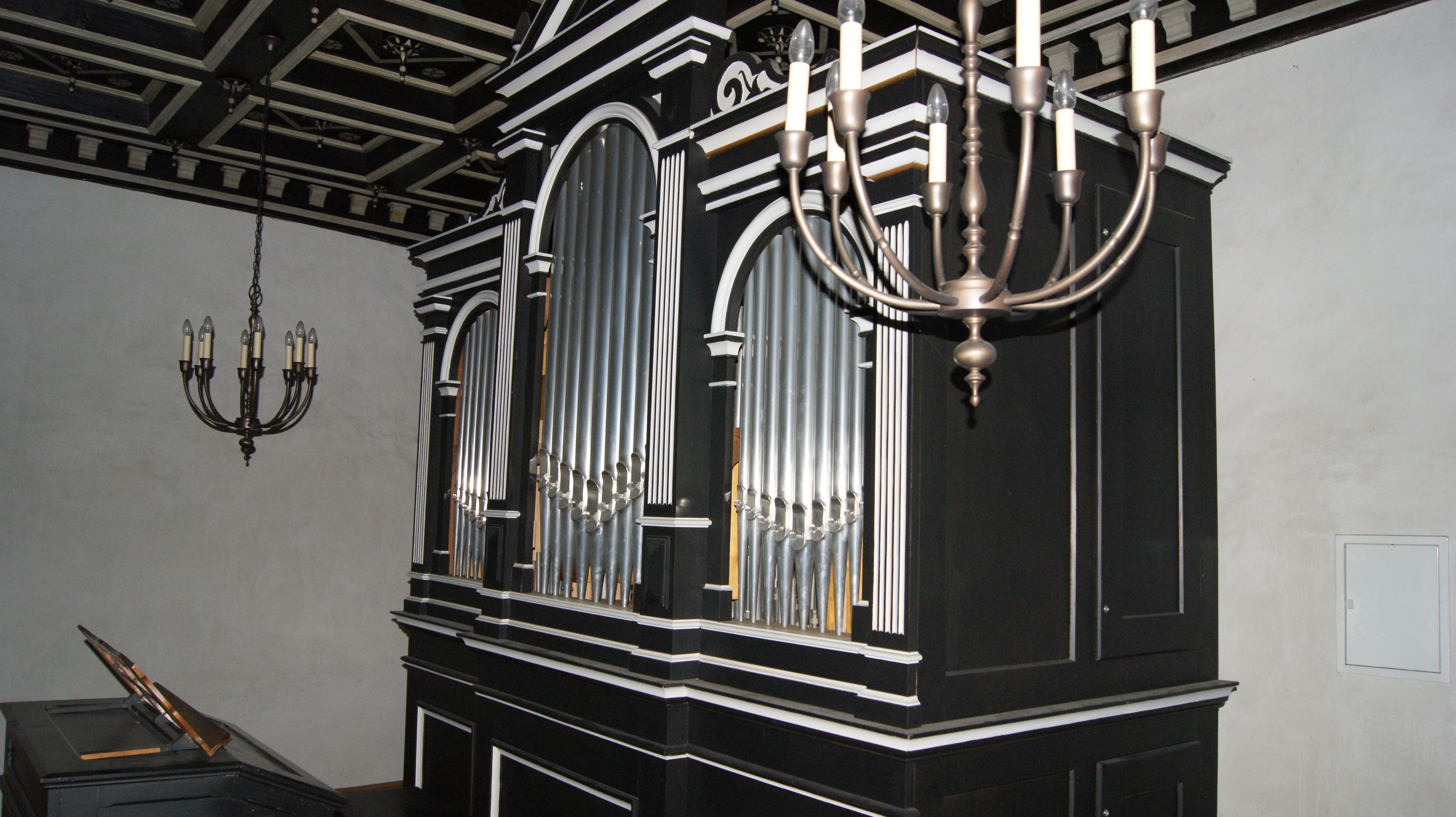
Orgel auf der Empore

Die gerade, echte Empore trägt die schlichte Orgel und hat vom Hauptportal aus linksseitig einen Aufgang.
Der Bestand einer Orgel ist bereits vor 1777 gesichert. 1865 wurde eine gebrauchte Orgel aus Widnau (Schweiz) angekauft und der Standort der Orgel aus dem Altarraum auf die Empore verlegt. Kurz vor 1900 wurde eine neue Orgel von der Orgelbaufirma Gebrüder Mayer aus Feldkirch angeschafft und 1969 sowie 1993 renoviert.

### Turm und Glocken
Der südostseitig vor Langhaus und Chor gesetzte quadratische Turm weist vier rechteckige Schallöffnungen im oberen Viertel auf und einen Pyramidenhelm. Er ist nicht öffentlich zugänglich.
Im Turm befand sich bereits nach 1615 eine Glocke, die von Jeronimus Gesus aus Konstanz gegossen wurde. Eine zweite Glocke aus 1681 war laut Aufschrift zu Ehren des hl. Antonius von Padua gegossen worden. 1778/1779 wurde eine weitere Glocke von einem Lindauer Glockengießer angeschafft. 1830 wurden zwei Glocken von der Glockengießerei Grassmayr (Joseph Anton Graßmayr) in Feldkirch in eine neue Glocke umgegossen. Die drei Glocken mussten am 5. März 1942 für Kriegszwecke abgenommen werden und wurden weggebracht.
1954 wurden für alle kirchlichen Gebäude in Hohenems neue Glocken angeschafft. In der Friedhofskapelle wurden wieder drei Glocken installiert:
- St.-Sebastian-Glocke in „H“ mit 270 kg aus Bronze,
- St.-Antonius-Glocke in „D“ mit 180 kg aus Bronze,
- St.-Anna-Glocke in „Fis“ mit 80 kg aus Bronze.

Alle Glocken wurden von der Glockengießerei Hamm und Hartner in Salzburg hergestellt.

## Friedhof

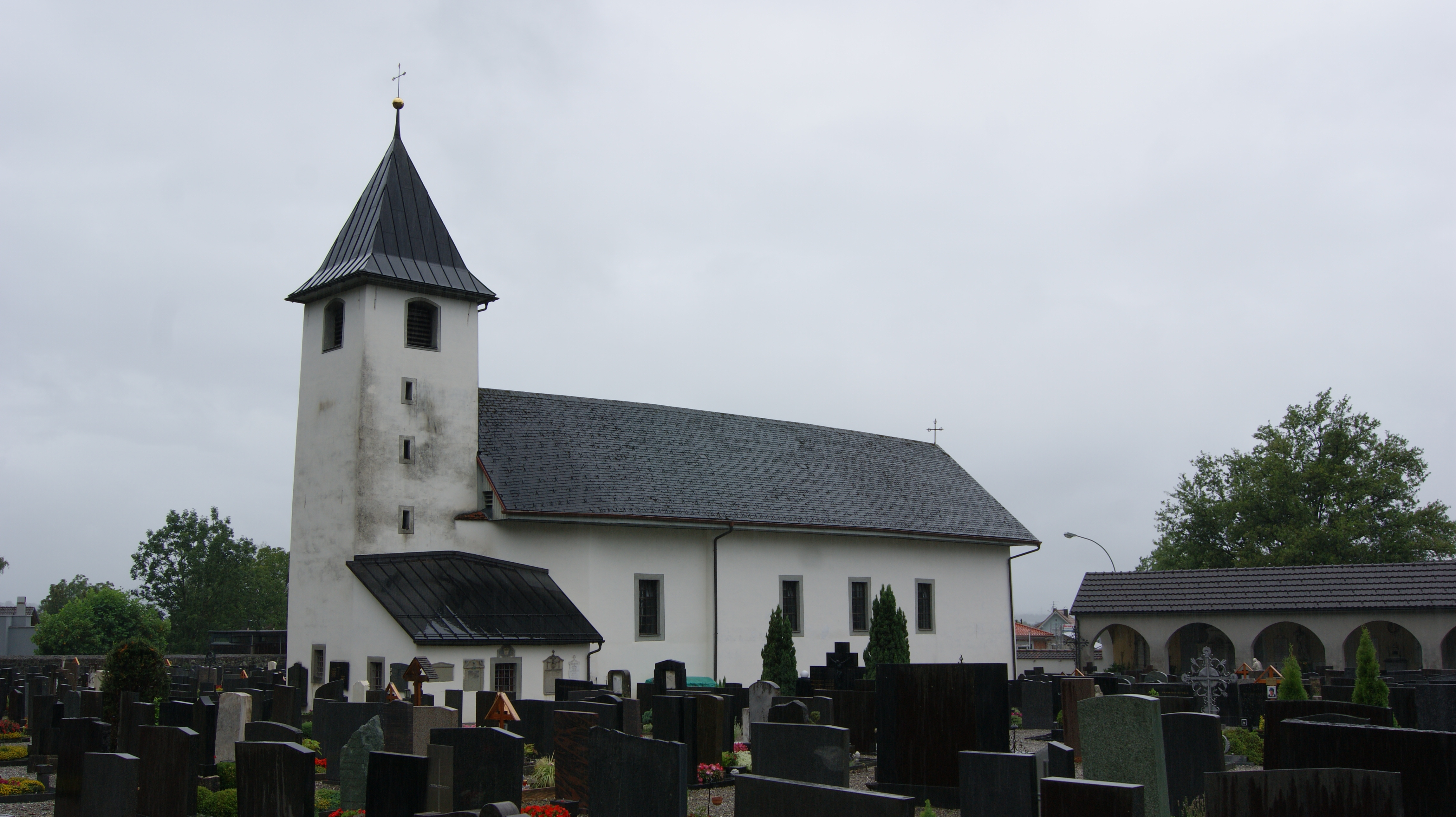
Friedhof und Kirche

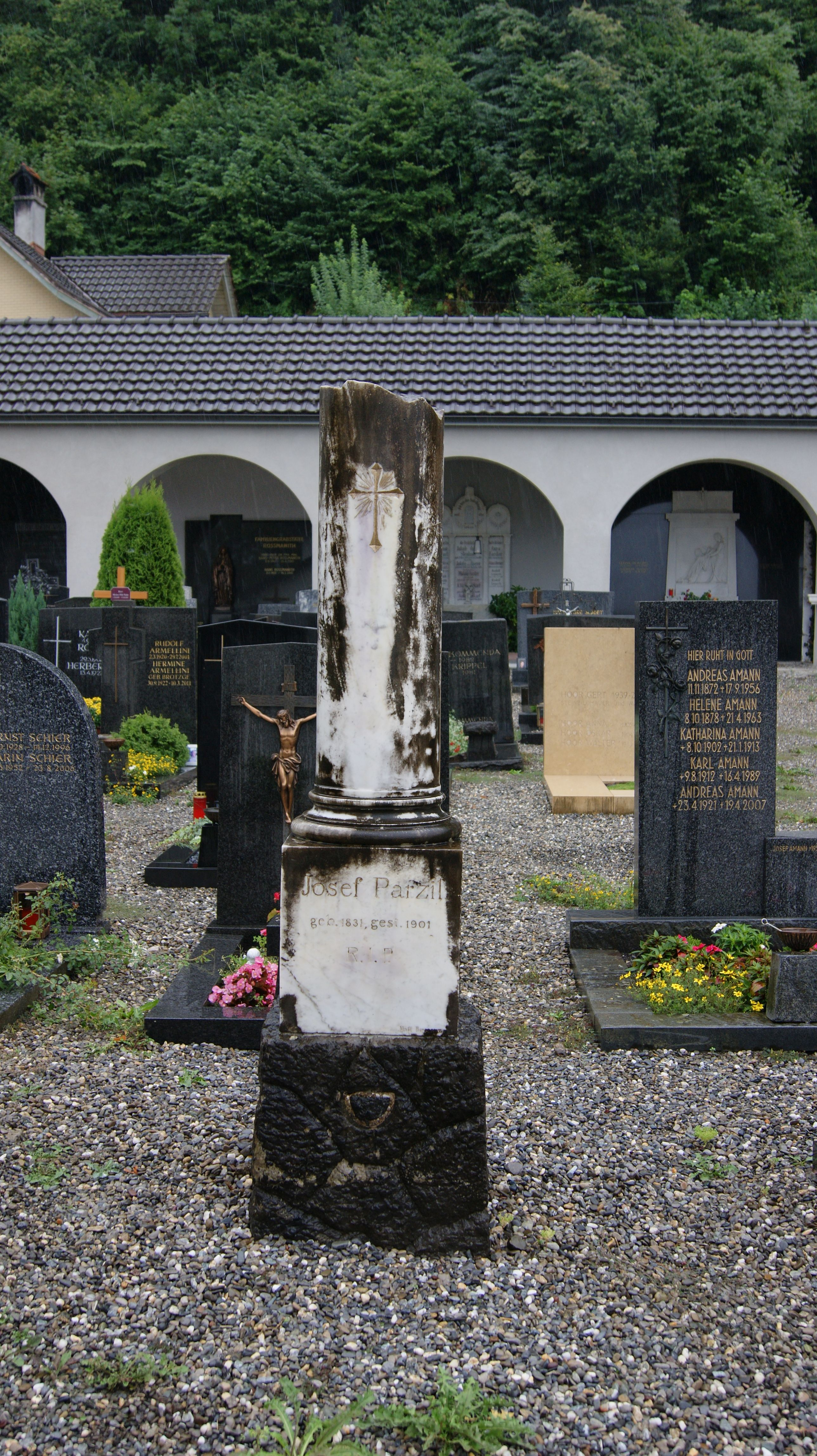
Grabstein von Josef Parzil

Die Friedhofsanlage ist ebenfalls denkmalgeschützt und weist einen unsymmetrischen, viereckigen Grundriss mit einer Seitenlänge von rund 93 m und einer Breite von 71 m (Nordosten) bzw. rund 55 m (Südwesten) auf. An drei Seiten (Nordwesten, Nordosten und Südosten) befinden sich Arkaden. Südwestlich befindet sich eine schlichte Steinmauer zur Abgrenzung.
Der Friedhof wurde als Pestfriedhof angelegt und am 11. September 1607 durch Johann Jakob Mirgel, Weihbischof in Konstanz und Titularbischof von Sebaste in Cilicia, geweiht. Am 5. Juni 1624 wurde der erweiterte Friedhof nochmals geweiht. Die Pest forderte, nachdem sie bereits 1589 in Hohenems aufgetreten war, ab 1607 über gut drei Jahrzehnte nochmals viele Menschenleben.
1844 wurde der Friedhof bis zur heutigen Größe erweitert und 1893 sowie 1908 die Arkaden angelegt (gesamt nun 64 Arkaden). Heute hat der Friedhof etwa 800 Gräber, davon sehr viele alte Familiengräber.
1894 wurde eine Friedhofsordnung beschlossen.

## Antonius-Bruderschaft
1628 wurde auf Anordnung von Kaspar von Hohenems wegen der seit Jahrzehnten grassierenden Pest zur Ehre Gottes eine Rosenkranzbruderschaft gegründet in der Hoffnung, Gott damit zu besänftigen. Am 11. März 1696 wurde die Antonius-Bruderschaft gegründet, die bis zum Beginn des 20. Jahrhunderts bestand.